# SN 2011fl
SN 2011fl – supernowa typu Ib odkryta 22 sierpnia 2011 roku w galaktyce IC1584. W momencie odkrycia miała maksymalną jasność 18,10m.